# Nicktoons
Nicktoons је колективно име које користи Nickelodeon за своје оригиналне анимиране серије. Сви Nicktoons су делимично продуцирани у студију Nickelodeon Animation Studio и наводе власника канала Nickelodeon, ViacomCBS, у њиховим ауторским правима.
Од свог покретања крајем 1970их, распоред канала Nickelodeon укључује анимацију коју су продуцирала друга предузећа. Канал није инвестирао у сопствене оригиналне цртане серије до 1989. године, када је продуценткиња Ванеса Кофи посетила Лос Анђелес како би прихватила локалне аниматоре. Џералдин Лејборн, тадашња председница канала, дала је зелено светло три целе серије: Даг, Рен и Стимпи и Регретси. Дана 11. августа 1991. године, три цртаћа имала су премијеру као део 90-минутног блока, поставши први брендирани као Nicktoons. За разлику од цртаћа заснованих на роби који су доминирали у индустрији анимације 1980их, Ванеса Кофи и Џералдин Лејборн сложиле су се да Nicktoons треба да буду покретачи стварања: на основу оригиналних ликова које су дизајнирали аниматори.
Први Nicktoons постигли су финансијски успех, убедивши Viacom да инвестира у оригиналне анимиране серије за своју другу мрежу MTV. До 1998. године, одељење за анимацију канала Nickelodeon радило је из изнајмљеног канцеларијског комплекса у Студио Ситију. Продукција се 4. марта 1998. године преселила у појединачну зграду у оближњем Бербанку. Међу првим серијама продукцијама у овом новом објекту била је Сунђер Боб Коцкалоне, која је 2004. године постала најпрофитабилнији програм у историји канала Nickelodeon. Током 2002. године, покренут је кабловски канал такође под именом Nicktoons, што је пратило више међународних верзија. Неколико оригиналних серија је имало премијерне епизоде на мрежи Nicktoons.
Почетком 2010их, Nickelodeon је дебитовао са прва два Nicktoons на основу постојећих ТВ франшиза, за разлику од нових ликова: Млади мутанти нинџа корњаче и Винкс. Ове две обновљене серије развијене су у студију Nickelodeon Animation Studio након куповине обе имовине од стране предузећа Viacom. Током 2019. године, Nick Animation је дебитовао свој први Nicktoon за стриминг, Пинки Малинки, који је објављен на стриминг услузи Netflix радије него на телевизији. Неколико месеци касније, студио је најавио вишегодишњи уговор за продукцију анимираног садржаја за Netflix, укључујући нова својства и спин-офове ранијих Nicktoons.